# La Boissière-en-Gâtine

La Boissière-en-Gâtine este o comună în departamentul Deux-Sèvres, Franța. În 2009 avea o populație de 234 de locuitori.